# كريستيان تيسيدر
كريستيان تيسيدري هو سياسي فرنسي، ولد يوم 6 نوفمبر 1952 في روديه ( أفيرون ). تم انتخابه عمدة لمدينة روديز في 9 مارس 2008. مستشار عام سابق لكانتون روديز نورد من مارس 2001 إلى مارس 2008، ثم في كانتون روديز الغربية من مارس 2008 إلى مارس 2010، تم انتخابه مستشارا إقليميا في مارس 2010 ثم في عام 2013 نائبا لرئيس الإقليم.